# Uenohara
Uenohara (上野原市 Uenohara-shi?) es una ciudad en la prefectura de Yamanashi, Japón, localizada en la parte central de la isla de Honshū, en la región de Chūbu. Tenía una población estimada de 22 557 habitantes el 1 de marzo de 2021 y una densidad de población de 140 personas por km².

## Geografía
Uenohara se encuentra en una terraza fluvial del río Sagami en el extremo oriental de la prefectura de Yamanashi, al sureste de la región de Chūbu, en el centro de la isla de Honshū.

## Historia
El área alrededor de la actual Uenohara estaba fuertemente poblada durante el período Jōmon, y se han encontrado numerosos sitios de este período dentro de los límites de la ciudad. Sin embargo, hay menos sitios del período Yayoi. Durante el período Nara, la organización ritsuryo de la provincia de Kai, el área quedó bajo el condado de Tsuru. Desde mediados del período Kamakura, gran parte de la provincia quedó bajo el control del clan Takeda, aunque como área fronteriza adyacente a las propiedades del clan Uesugi y el clan Odawara Hōjō, fue el lugar de muchas escaramuzas y batallas. Durante el período Edo, toda la provincia de Kai era territorio bajo control directo del shogunato Tokugawa. Durante este período, el Kōshū Kaidō, una de las Cinco Rutas de Edo, pasaba por Uenohara, que tenía cuatro de las 45 estaciones de correos en esa ruta. El área también fue un centro destacado para la sericultura.
Después de la restauración Meiji, el pueblo de Uenohara se estableció el 27 de diciembre de 1897 con la creación del sistema de municipios modernos y se convirtió en ciudad el 1 de abril de 1955, anexando siete aldeas vecinas. La ciudad moderna de Uenohara fue establecida el 13 de febrero de 2005 por las fusiones de la antigua ciudad de Uenohara (del distrito de Kitatsuru), absorbiendo la aldea de Akiyama (del distrito de Minamitsuru).

## Demografía
Según los datos del censo japonés, la población de Uenohara se ha mantenido relativamente estable en los últimos 30 años.
| Gráfica de evolución demográfica de entre 1940 y 2015 |
|                                                       |
| Oficina de Estadística de Japón                       |

### Clima
La ciudad tiene un clima caracterizado por veranos cálidos y húmedos e inviernos relativamente suaves (Cfa en la clasificación climática de Köppen). La temperatura media anual en Uenohara es de 13.4 °C. La precipitación media anual es de 1497 mm siendo septiembre el mes más húmedo. Las temperaturas son más altas en promedio en agosto, alrededor de 25.5 °C, y más bajas en enero, alrededor de 2.2 °C.